# Puchar Świata w Zapasach 2006 – styl klasyczny mężczyzn
Zawody Pucharu Świata w 2006 roku w stylu wolnym kobiet odbyły się pomiędzy 4 a 5 marca w Budapeszcie (Węgry).

## Ostateczna kolejność drużynowa
| Poz. | Państwo          |
| ---- | ---------------- |
|      | Turcja           |
|      | Rosja            |
|      | Kuba             |
| 4.   | Węgry            |
| 5.   | Korea Południowa |
| 6.   | Bułgaria         |

## Wyniki

### Grupa A
| Grupa A             |
| ------------------- |
| 1. Rosja            |
| 2. Węgry            |
| 3. Korea Południowa |

### Mecze
- Węgry -  Korea Południowa 14-13
- Rosja -  Korea Południowa 16-13
- Rosja -  Węgry 17-15

### Grupa B
| Grupa B     |
| ----------- |
| 1. Turcja   |
| 2. Kuba     |
| 3. Bułgaria |

### Mecze
- Turcja -  Bułgaria 26-2
- Kuba -  Bułgaria 25-1
- Turcja -  Kuba 16-14

### Finały
- 5-6  Korea Południowa -  Bułgaria 27-4
- 3-4  Kuba -  Węgry 16-12
- 1-2  Turcja -  Rosja 16-14

## Klasyfikacja indywidualna
| Waga   |                    |                      |                    | 4                 | 5                          | 6                   | 7               | 8                                 |
| ------ | ------------------ | -------------------- | ------------------ | ----------------- | -------------------------- | ------------------- | --------------- | --------------------------------- |
| 55 kg  | Bayram Özdemir     | Lee Jung-baek        | Yagnier Hernández  | Siergiej Pietrow  | Kim Jong-dae               | Péter Módos         | Tibor Oláh      | Ventsislav Krumov                 |
| 60 kg  | István Majoros     | Roberto Monzón       | Bünyamin Emik      | Jung Kyung-ho     | Maksim Karpow              | Bae Myung-hwan      | Emił Milew      | ----                              |
| 66 kg  | Siergiej Kowalenko | Alaín Milián         | Yoon Jong-kyu      | Şeref Eroğlu      | Jeong Ji-hyeon Selçuk Çebi | ----                | Bojan Zagorow   | Tamás Lőrincz 9. Attila Dreschler |
| 74 kg  | Odelis Herrero     | Warteres Samurgaszew | Mahmut Altay       | András Horváth    | Kang Hee-bok               | Murat Comcekciolu   | Płamen Palew    | ----                              |
| 84 kg  | Kim Jung-sub       | Aleksiej Miszyn      | Reinier Corrales   | Muhammed Yuecedag | Akif Canbaş                | Sándor Bárdosi      | Christo Marinow | Zoltán Fodor                      |
| 96 kg  | Hamza Yerlikaya    | Balázs Kiss          | Han Tae-young      | Kałojan Dinczew   | Alaín Rivas                | Wasilij Tiepłouchow | ----            | ----                              |
| 120 kg | Mijaín López       | Chasan Barojew       | Mihály Deák-Bárdos | Kim Gwang-seok    | Yekta Yılmaz Gül           | Gyula Branda        | Iwan Iwanow     | ----                              |